# Карадочева, Богдана
Богдана Карадочева (болг. Богдана Карадочева; род. 1949) — болгарская эстрадная певица (меццо-сопрано).

## Биография
Родилась 19 июля 1949 года в Софии в семье Ивана Карадочева, где у неё был брат Бойчо.
Свою певческую карьеру начала в возрасте 14 лет. В 1965 году стала солисткой коллектива «Студии-5». Была лауреатом первого фестиваля «Красная гвоздика» в 1967 году. В 1969 году завоевала главный приз фестиваля «Золотой Орфей».
В 1970-е годы Богдана Карадочева исполняла песни таких певцов, как Сальваторе Адамо, Жильбер Беко, Клифф Ричард, Шарль Азнавур и Жозефина Бейкер. Гастролировала по многим странам мира. В 1980-х годах вышла замуж за Стефана Димитрова, с которым записала ряд песен; также пела в дуэте с Василом Найденовым. Для неё писали песни композиторы Зорница Попова, Тончо Русев, Найден Андреев, Морис Аладжем, Александр Йосифов и многие другие. Её песни издавались в советском журнале «Кругозор».
Была обладателем премии лучшего болгарского певца за 1998 год. После 1999 года Карадочева работала в качестве телевизионной ведущей.